# بارسل
بارسل (به آلمانی: Barßel) یک شهر در آلمان است که در Cloppenburg واقع شده‌است. بارسل ۱۲٬۴۲۳ نفر جمعیت دارد.

## خواهرخوانده
شهر البلنگ خواهرخواندهٔ بارسل هست.